# 啟德郵輪碼頭巴士總站
啟德郵輪碼頭巴士總站（Kai Tak Cruise Terminal），位於九龍城區啟德發展區承豐道33號，啟德郵輪碼頭地下（即原啟德機場跑道盡頭），是一個室內巴士及小巴總站。
此外，由於啟德郵輪碼頭位於舊啟德機場跑道末端，按區議會地區分界屬九龍城區的啟德中及南選區（G14），因此本巴士總站是隸屬九龍城區的其中之一，但啟德郵輪碼頭與對岸的觀塘碼頭和觀塘商貿區，僅一海之隔。

## 歷史
啟德郵輪碼頭屬於香港政府所推行的《啟德發展計劃》項目之一，碼頭大樓及首個泊位的興建工程由2010年5月開始，於2013年6月1日完成。完工前曾於3月16日進行業務測試。首個泊位已於7月竣工，第二個泊位預計於2014年7月啟用。首艘停泊該碼頭的郵輪為6月12日試驗開幕時抵達的「海洋水手號」。
而位於碼頭頂層平台的「啟德郵輪碼頭公園」，於2013年10月18日起啟用，公園佔地23,000平方米，設有多項靜態設施，包括中央草坪、觀景平台、水景花園及噴泉廣場等。
為配合啟德郵輪碼頭落成啟用，運輸署於2012年11月23日公開招標兩組共四條專綫小巴路線的營運權，包括一條來往該碼頭的路線。該線由萬昇物流有限公司投得，編號為86，於2013年9月21日投入服務。
因應啟德郵輪碼頭公園的啟用，九巴亦於2013年10月19日起開辦假日旅遊路線5R，循環來往碼頭與牛頭角站及觀塘市中心。惟因政府預計於公園開放的首個星期六會有不少市民前往參觀，該線提前一天開始提供服務。

2022年3月21日:因應啟德郵輪碼頭內部份區域用作社區隔離設施影響巴士總站暫停使用，既有公共交通路線則改以承豐道巴士站作臨時巴士總站。

## 總站路線資料

### 九龍巴士5R線
- 啟德郵輪碼頭 ↺ 觀塘 (apm)

### 九龍區專線小巴86線
- 德福花園 ↔ 啟德郵輪碼頭

### 城巴20A線
- 高鐵西九龍站 ↔ 啟德郵輪碼頭

### 城巴20R線
- 啟德郵輪碼頭 ↔ 尖沙咀

### 城巴22線
- 啟德郵輪碼頭 ↔ 九龍塘（又一城）

### 城巴22M線
- 啟德郵輪碼頭 ↺ 土瓜灣

### 九龍巴士25R線
- 啟德郵輪碼頭 → apm創紀之城五期